# Minh Cảnh (võ sư)
Minh Cảnh (sinh năm 1922), tên thật là Nguyễn Văn Cảnh là một võ sư nổi tiếng người Việt Nam ở bộ môn quyền Anh hạng nặng. Ông được mệnh danh là "huyền thoại boxing Việt Nam", "võ vương Đông Dương".

## Cuộc đời và sự nghiệp
"Võ vương" Minh Cảnh tên thật là Nguyễn Văn Cảnh, sinh năm 1922 ở Cai Lậy, Tiền Giang. Năm 10 tuổi, ông sang Campuchia sinh sống, đến năm 15 tuổi thì về Sài Gòn theo học võ của ông Bảy Muôn. Năm 1940, ông bắt đầu thượng đài và giành nhiều chiến thắng trước các đối thủ quốc tế khác nhau. Năm 1946, võ vương Minh Cảnh đoạt đai vô địch Đông Dương. Trong giai đoạn 1940-1960, tên tuổi Minh Cảnh trở nên nổi tiếng trong làng võ miền Nam và được gọi bằng danh xưng "Võ vương". Ông cũng được cho là tay đấm giàu thành tích nhất làng võ Việt thời điểm đó. "Võ vương" Minh Cảnh được báo chí xếp vào hàng huyền thoại, xếp trên Huỳnh Tiền, Văn Hoán và Văn Đại và chỉ xếp sau Kid Dempsey.